# Calvignano
Calvignano (lombardul: Crëvgnan) település Olaszországban, Lombardia régióban, Pavia megyében. Lakosainak száma 106 fő (2023. január 1.). Calvignano Borgo Priolo, Casteggio, Corvino San Quirico, Montalto Pavese és Oliva Gessi községekkel határos.

## Népesség
A település népességének változása:
| Lakosok száma | 113  | 114  | 106  |
|               | 2017 | 2018 | 2023 |